# پترا کوچان
پترا کوچان (مجاری: Petra Kocsán؛ زادهٔ ۴ ژوئن ۱۹۹۸) بازیکن فوتبال اهل مجارستان است.
وی همچنین در تیم ملی فوتبال زنان مجارستان بازی کرده‌است.